# 鄧如琢
鄧 如琢（とう じょたく、1888年 - 1944年4月）は中華民国の軍人。北京政府、直隷派に属した。字は和璞。

## 事績
父は秀才だったが没落していたため、鄧如琢は貧苦の中で生活する。結局、鄧は兵士として身を立てることになり、直隷派の方本仁率いる部隊に加わる。以後、鄧は軍功をあげて出世し、方の側近と目されるようになった。1922年（民国12年）6月、第9混成旅第2団団長となり、同年9月には第9混成旅旅長となっている
1924年（民国13年）12月、方本仁は、直属の上官である江西督軍の蔡成勲をクーデターで下野に追い込んだ。クーデターに貢献した鄧如琢は、方から第1師師長兼南昌警備司令に任命されている。翌1925年（民国14年）3月、鄧は贛北（九江）鎮守使に就任した。同年11月、奉浙戦争で孫伝芳に従い、奉天派の安徽督弁姜登選を撃破、駆逐した。この功績により、鄧は安徽督弁に任命されている。
この頃、方本仁は中国国民党の台頭を見て、国内情勢の推移を見守るようになる。しかし鄧如琢は密かに呉佩孚・孫伝芳の支援を獲得して、方の地位を奪おうと目論むようになった。1926年（民国15年）3月、方が家庭事情により帰郷した隙を衝き、鄧はクーデターを敢行、方を下野に追い込んでいる。鄧は、呉・孫から五省聯軍贛軍総司令兼江西督弁に任命された。しかし同年10月、鄧は国民党の北伐軍に大敗して南昌を失陥、自身も下野に追い込まれた。
晩年の鄧如琢は天津や上海に寓居した。1938年（民国27年）に、蔣介石から第31集団軍総司令の地位で復帰を打診されたが、鄧は応じていない。1944年（民国33年）4月、南京特別市で病没。享年57。

## 注
1. ↑  以上、李（2009）による。徐（2007）、2373頁によると、第9混成旅旅長となったのは1921年（民国11年）。
2. 1 2  徐（2007）、2373頁。
3. 1 2 3  李（2009）。